# Алкмеон (архонт-басилевс)
Алкмеон (*Ἀλκμαίων, VIII ст. до н. е.) — останній пожиттєвий архонт Афінського поліса.

## Життєпис
Походив з аристократичного роду Алкмеонідів. Був нащадком Алкмеона, що першим перебрався до Афін. Очолював аристократичну партію в Афінах. Після смерті у 755 році до н. е. Есхіла стає пожиттєвим архонтом, що виконував обов'язки колишнього царя. Тому в деяких дослідженнях його навіть іменують останнім царем Афін.
На його урядування припав розкол аристократів, що призвело до послаблення аристократичного панування в полісі. Про це свідчить, що у 753 році до н. е. посаду пожиттєвого архонта було скасовано після смерті Алкмеона. Наступний архонт Харопс обрався на 10 років, що в подальшому стало законом.